# Rent hjem
Rent hjem er en tv-serie, der blev sendt på TV 2 i 2004 og kørte over 2 sæsoner, fra 2004-2007.
Serien handler om de to værter: Gitte Sørensen, som er oldfrue på kursusstedet Hindsgavl Slot ved Middelfart, hvor hun dagligt kontrollerer, at hverken støv, pletter eller nullermænd sætter sig fast på gulvet eller i møblerne; og Anna Høgberg, som er sygeplejerske.
De rejser Danmark rundt og hjælper med at gøre rent i hjem, som ikke har set en støveklud i lang tid.